# Août 1588
Le mois de août 1588 est le 8e mois de l'année 1588.

## Événements
- 8 août
  - L'Invincible Armada affronte la flotte anglaise lors de la bataille de Gravelines

## Naissances
- 1er août : François de La Mothe Le Vayer (mort le 9 mai 1672), écrivain et philosophe sceptique français
- 13 août : Florent de Ligne (mort le 17 avril 1622), marquis de Roubaix
- 30 août : Otto van Zyll (mort le 13 août 1656), jésuite hollandais

## Décès
- 7 août : Sassa Narimasa (né le 16 février 1536), daimyo
- 8 août : Alonso Sánchez Coello (né le 1er janvier 1531), artiste espagnol
- 12 août : Alfonso Ferrabosco l'ancien (né le 18 janvier 1543), compositeur italien
- 30 août : Marguerite Ward (née le 1er janvier 1550), Martyre catholique anglaise, sainte